# Самойлов, Михаил Васильевич
Михаил Васильевич Само́йлов (1898—1984) — горный инженер, выдающийся организатор угольной промышленности, управляющий трестом «Макеевуголь», горный генеральный директор III ранга.

## Биография
Родился в Донбассе в 1898 году в семье шахтёра.
С пятнадцати лет начал работать на шахте «София».
В 1921 году закончил Лисичанское горнотехническое училище и стал одним из первых механизаторов угольной промышленности СССР.
С 1924 года руководил внедрением механизмов в шахте имени В. И. Ленина в Макеевке, затем был назначен помощником заведующего и, позднее, главным инженером этой шахты. Через некоторое время стал главным инженером треста «Макеевуголь». Руководил большими и сложными участками работы в угольной промышленности, постоянно совершенствовал свои знания — заканчил курсы инженеров узкой специализации и высшие инженерные курсы.
В течение первой пятилетки (в 1928—1932 годах) участвовал в строительстве в Макеевке шахты имени Орджоникидзе (1931, ныне закрыта), а также в завершении реконструкции шахты «Ильич».
На шахте № 1 «Щегловка» под его руководством были проведены испытания первых советских серийных приводов ДК-5, внедрены первые отечественные врубовые машины (производства Горловского машиностроительного завода), а также прогрессивные методы скоростной переноски качающихся приводов на шахте «Ново-Бутовка».
Организовал в Макеевке:
- проведение первых депрессионных съёмк в шахтах «Капитальная» и «Холодная Балка»;
- внедрение электрического освещения на шахтах «София» и «Ново-Бутовка»;
- применение тихоходных двигателей постоянного тока на подъёме шахты "Капитальная;
- установку первой отечественной подъёмной машины (производства Краматорского машиностроительного завода) на шахте имени Орджоникидзе.

Механизация, проводимая М. В. Самойловым, дала позитивные результаты — всеми шахтами Макеевки в течение первой пятилетки было добыто 17093,5 тысяч тонн угля, в том числе в 1932—1933 хозяйственном году добыча составила рекордные 2 миллиона 800 тысяч тонн.
Во время Великой Отечественной войны работал в бригаде Наркомугля, занимавшейся восстановлением шахт Донбасса в освобожденных от оккупантов районах. В 1942 году назначен главным инженером треста «Лисичанскуголь». Руководил восстановлением лисичанских шахт. Позднее получил назначение на должность главного инженера треста «Кизелуголь».
В 1943 году, после полного освобождения Донбасса вновь работал в должности главного инженера треста «Макеевуголь», а с 1947 года — управляющим этим трестом.
Организовал в Макеевке быстрое строительство мелких и средних шахт, ускоряя одновременно и темпы восстановления основных шахт, разрушенных немецко-фашистскими оккупантами. Шахты были восстановлены быстро и на более высоком техническом уровне, чем до войны. Новые шахты, возводимые в это время, сдавались в эксплуатацию буквально через несколько месяцев после их закладки.
В 1948 году решением СМ СССР М. В. Самойлову присвоено персональное звание Горного генерального директора III ранга.
В 1953 году переведён в Москву в распоряжение Министерства угольной промышленности СССР. Работал в должности инспектора Министерства около 20 лет, охватив инспекционными проверками все угольные регионы СССР: Донбасс, Кузбасс, Воркута, Караганда, Канско-Ачинский угольный бассейн и другие.
В 1973 году вышел на пенсию. Проживал в Москве.
Умер в 1984 году. Похоронен в Москве на Кунцевском кладбище.

## Награды
- Герой Социалистического Труда (28 августа 1948 года)
- два ордена Ленина (28.08.1948; 04.09.1948)
- два ордена Трудового Красного Знамени (20.10.1943; 23.01.1948)
- орден «Знак Почёта»  (17.02.1939)
- медали